# Kordyliera Środkowa (Ekwador)
Kordyliera Środkowa (hiszp. Cordillera Real, Cordillera Central) – pasmo górskie w Ekwadorze, część łańcucha Kordyliery Środkowej Andów Północnych.
Najwyższe szczyty są wulkanami (Cotopaxi, Antisana, Sangay) jednymi z najbardziej aktywnych na Ziemi. Cordillera Real przechodzi na południu w peruwiańską Kordylierę Środkową, na północy w kolumbijską Kordylierę Środkową. W Cordillerze Real występują lodowce. Część obszaru objęta jest ochroną w utworzonych parkach narodowych takich jak m.in.: Park Narodowy Antisana, Park Narodowy Rio Negro-Sopladora, Park Narodowy Podocarpus, Park Narodowy Yacuri, Park narodowy Cotopaxi, Park Narodowy Sangay.